# 馬古拉山 (烏克蘭喀爾巴阡山脈)
47°57′53.96″N 25°16′16.68″E / 47.9649889°N 25.2713000°E
馬古拉山（烏克蘭語：Маґура）是烏克蘭的山峰，位於該國西南部，處於切爾諾夫策州，屬於烏克蘭喀爾巴阡山脈的一部分，海拔高度1,313米，每年平均降雨量1,089毫米。